# NGC 4072
NGC 4072 is een lensvormig sterrenstelsel in het sterrenbeeld Hoofdhaar. Het hemelobject werd op 3 april 1872 ontdekt door de Amerikaanse astronoom Ralph Copeland.

## Synoniemen
- ZWG 98.45
- ZWG 128.10
- PGC 38176